# Son-Rise
Son-Rise é um programa para tratamento de crianças com autismo ou outras dificuldades de desenvolvimento similares, desenvolvido por Barry Neil Kaufman e Samahria Lyte Kaufman para seu filho Raun, que foi diagnosticado com autismo e que se diz ter se recuperado totalmente de sua condição.
Os pais são treinados no Kaufman's Autism Treatment Center of America (ATCA) - a divisão do The Option Institute em Sheffield, Massachusetts, que ensina o Programa Son-Rise. Lá, a família Kaufman e seus colegas da equipe ensinam às famílias e aos profissionais como estar cientes de suas atitudes - um princípio fundamental da terapia - para criar vínculos e relacionamentos, bem como criar uma sala de jogos com pouco estímulo e sem distrações ou um ambiente de sala de atenção para que a pessoa autista (criança ou adulto) possa se sentir segura e no controle da superestimulação. Os pais e facilitadores participam do comportamento de estimulação exclusivo e restrito da pessoa autista até que ela mostre sinais sociais de envolvimento voluntário. Em seguida, o incentivo a atividades sociais mais complexas é feito de forma não coercitiva. Se a pessoa autista se afastar da interação social, o facilitador lhe dá espaço usando brincadeiras paralelas para ganhar a confiança da criança ou do adulto. Para estimular a aquisição de habilidades, o programa usa a motivação específica da pessoa autista para o aprendizado.
Os desenvolvedores do programa afirmam que, se os pais aprenderem a aceitar seu ente querido sem julgamentos, eles aprenderão a interagir com os outros e isso permitirá que eles se envolvam em interações sociais porque escolheram aprender as habilidades. Um estudo de 2003 constatou que o envolvimento com o programa resultou em mais desvantagens do que benefícios para as famílias envolvidas ao longo do tempo, embora houvesse uma forte correlação entre os padrões de implementação da intervenção e as percepções dos pais sobre a eficácia da intervenção. Um estudo de 2006 constatou que o programa nem sempre é implementado conforme descrito na literatura, o que significa que será difícil avaliar sua taxa de sucesso e fracasso.

## História

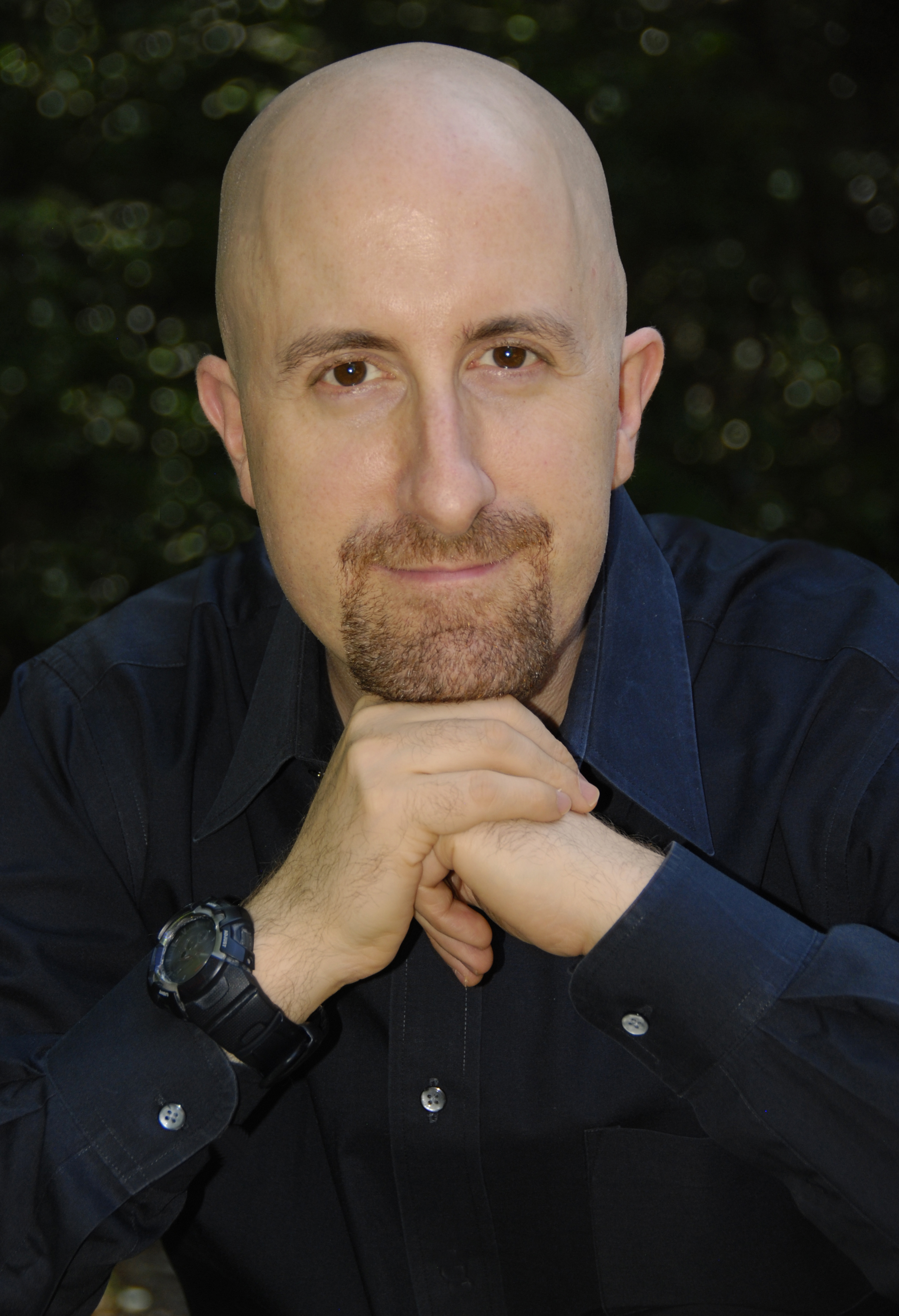
Raun Kaufman

Na década de 1970, Barry e Samahria Kaufman criaram a modalidade de tratamento para seu filho, Raun, que havia sido diagnosticado com autismo grave. Entretanto, ainda não está claro se Raun Kaufman chegou a ser autista. Das cinco clínicas que avaliaram o menino no Estado de Nova York - cada uma descrevendo-o como "socialmente retraído e pouco comunicativo" - apenas a sexta clínica considerou que ele era autista.
Em 1976, Barry Neil Kaufman publicou Son-Rise, um livro que alegava que seu filho teria se recuperado totalmente do autismo, que ele mesmo publicou em 1995 com o título Son-Rise: The Miracle Continues. O livro foi adaptado em um filme documentário para a televisão, chamado Meu Filho, Meu Mundo, e foi ao ar na NBC em 1979.
Atualmente, Raun Kaufman é o Diretor de Educação Global do Autism Treatment Center of America.

## Críticas
Foi questionado se Raun Kaufman seria realmente autista antes de ser tratado, já que ainda não há cura para o autismo. Não há casos documentados de normalização em crianças mais velhas e é possivel que o sucesso dependa de "um certo nível de potencial intelectual". Alguns profissionais questionam a ênfase posta no contacto visual e os seus potenciais problemas para algumas crianças.
O consenso na comunidade médica é que não há cura para o autismo, e que apenas alguns tratamentos apresentam evidências empíricas de melhoria nos sintomas. Um estudo de 2003 concluiu que a participação no programa Son-Rise levou a mais prejuízos do que benefícios para as famílias envolvidas, embora os níveis de estresse familiar não tenham subido em todos os casos. Posteriormente esse estudo foi refutado[carece de fontes?] por não apresentar bases cientificas para tal conclusão. Um estudo de 2007 concluiu que o programa nem sempre é implementado como descrito na literatura, o que sugere que é difícil avaliar a sua eficácia.